# Equitazione ai Giochi della XVI Olimpiade - Concorso completo a squadre
La competizione del concorso completo a squadre di equitazione dei Giochi della XVI Olimpiade si è svolta nei giorni dall'11 al 14 giugno 1956 in varie sedi a Stoccolma.

## Classifica finale
La classifica finale era determinata sommando i punti dei tre cavalieri di ogni nazione della prova individuale.
| Pos.    | Nazione          | Binomio                     | Binomio         | Risultato Individuale | Risultato Totale |
| Pos.    | Nazione          | Cavaliere                   | Cavallo         | Risultato Individuale | Risultato Totale |
| ------- | ---------------- | --------------------------- | --------------- | --------------------- | ---------------- |
| Oro     | Gran Bretagna    | Frank Weldon                | Kilbarry        | -85,48                | -355,48          |
| Oro     | Gran Bretagna    | Laurence Rook               | Wild Venture    | -119,64               | -355,48          |
| Oro     | Gran Bretagna    | Albert Edwin Hill           | Countryman III  | -150,36               | -355,48          |
| Argento | Germania         | August Lütke Westhues       | Trux von Kamax  | -84,87                | -475,91          |
| Argento | Germania         | Otto Rothe                  | Sissi           | -158,04               | -475,91          |
| Argento | Germania         | Klaus Wagner                | Prinzeß         | -233,00               | -475,91          |
| Bronzo  | Canada           | John Rumble                 | Cilroy          | -162,53               | -572,72          |
| Bronzo  | Canada           | Jim Elder                   | Colleen         | -193,69               | -572,72          |
| Bronzo  | Canada           | Brian Herbinson             | Tara            | -216,50               | -572,72          |
| 4       | Australia        | Brian Crago                 | Radar           | -147,42               | -618,48          |
| 4       | Australia        | Bunty Thompson              | Brown Sugar     | -155,06               | -618,48          |
| 4       | Australia        | Ernie Barker                | Dandy           | -316,00               | -618,48          |
| 5       | Italia           | Giancarlo Gutierrez         | Wiston          | -136,43               | -691,14          |
| 5       | Italia           | Adriano Capuzzo             | Tuft of Heather | -139,41               | -691,14          |
| 5       | Italia           | Giuseppe Molinari           | Uccello         | -415,30               | -691,14          |
| 6       | Argentina        | Juan Martín Merbilháa       | Gitana I        | -136,46               | -724,18          |
| 6       | Argentina        | Eduardo Cano                | Why             | -242,01               | -724,18          |
| 6       | Argentina        | Carlos de la Serna          | Fanion          | -345,71               | -724,18          |
| 7       | Unione Sovietica | Lev Baklyshkin              | Guimnast        | -96,65                | -1112,33         |
| 7       | Unione Sovietica | Nikolay Shelenkov           | Satrap          | -297,68               | -1112,33         |
| 7       | Unione Sovietica | Valerian Kuybyshev          | Perekop         | -718,00               | -1112,33         |
| 8       | Svizzera         | Emil-Otto Gmür              | Romeo           | -378,51               | -1360,90         |
| 8       | Svizzera         | Roland Perret               | Erlfried        | -405,18               | -1360,90         |
| 8       | Svizzera         | Samuel Köchlin              | Goya            | -577,21               | -1360,90         |
| -       | Bulgaria         | Genko Rashkov               | Euphoria        | -111,23               | NC               |
| -       | Bulgaria         | Konstantin Venkov           | Greibel         | -                     | NC               |
| -       | Bulgaria         | Rashko Fratev               | Naphtaline      | -                     | NC               |
| -       | Danimarca        | Hans Christian Andersen     | Tom             | -154,40               | NC               |
| -       | Danimarca        | Lars Kirkebjerg             | Havanna         | -267,68               | NC               |
| -       | Danimarca        | Karl Ammitzbøll             | Kajus           | -                     | NC               |
| -       | Finlandia        | Reijo Kuistila              | Lamora          | -950,77               | NC               |
| -       | Finlandia        | Kari Tolvanen               | Lariina         | -                     | NC               |
| -       | Finlandia        | Kaarlo Anttinen             | Locarno         | -                     | NC               |
| -       | Irlanda          | Bill Mullins                | Charleville     | -145,48               | NC               |
| -       | Irlanda          | Harry Freeman-Jackson       | Cellarstown     | -170,81               | NC               |
| -       | Irlanda          | Ian Hume-Dudgeon            | Copper Coin     | -                     | NC               |
| -       | Portogallo       | Joaquim Silva               | Heléboro        | -349,55               | NC               |
| -       | Portogallo       | Fernando Cavaleiro          | Matre           | -657,24               | NC               |
| -       | Portogallo       | Álvaro Sabbol               | Marto           | -                     | NC               |
| -       | Romania          | Gheorghe Soare              | Cabala          | -                     | NC               |
| -       | Romania          | Virgil Bărbuceanu           | Brebenel        | -                     | NC               |
| -       | Romania          | Gheorghe Langa              | Bolero          | -                     | NC               |
| -       | Spagna           | Joaquín Nogueras            | Thalia          | -                     | NC               |
| -       | Spagna           | Faustino Domínguez          | Anfitrion       | -                     | NC               |
| -       | Spagna           | Hernán Espinosa             | Al-Herrasan     | -                     | NC               |
| -       | Svezia           | Petrus Kastenman            | Iluster         | -66,53                | NC               |
| -       | Svezia           | Hans von Blixen-Finecke Jr. | Jubal           | -286,38               | NC               |
| -       | Svezia           | Johan Asker                 | Iller           | -                     | NC               |
| -       | Turchia          | Kemal Özçelik               | Eskimo          | -186,21               | NC               |
| -       | Turchia          | Nail Gönenlı                | Temel           | -                     | NC               |
| -       | Turchia          | Fethi Gürcan                | Rih             | -                     | NC               |
| -       | Stati Uniti      | Walter Staley               | Mud Dauber      | -                     | NC               |
| -       | Stati Uniti      | Jack Burton                 | Huntingfield    | -                     | NC               |
| -       | Stati Uniti      | Frank Duffy                 | Drop Dead       | -                     | NC               |
| -       | Francia          | Jean Saint-Fort Paillard    | Farceur         | -294,90               | NC               |
| -       | Francia          | Alain Bouchet               | Ferney          | -                     | NC               |